# Diego Hurtado de Mendoza (cardinal)
Pour les articles homonymes, voir Diego Hurtado de Mendoza.
Diego Hurtado de Mendoza y Quiñones, le cardinal d'Espagne ou le cardinal de Séville, (né en 1444 à Guadalajara en Espagne et mort à Madrid le 14 octobre 1502) est un cardinal espagnol du XVe siècle et du début du XVIe siècle. Il est un neveu du cardinal Pedro González de Mendoza (1473), le Grand Cardinal d'Espagne, son protecteur. Autres cardinaux de la famille sont Francisco Mendoza de Bobadilla (1544) et  Íñigo López de Mendoza y Zúñiga (1530).

## Biographie
Diego Hurtado de Mendoza étudie à Salamanque et a un fils et une fille. Il étudie à Rome et est nommé chanoine de Sigüenza.
En 1470 il est élu évêque de Palencia et en 1485 il est promu archevêque de Séville. Ses troupes aident activement dans l'épisode final de la Reconquista de l'Espagne. En vain il essaye d'occuper l'archidiocèce de Tolède, mais c'est finalement Francisco Jiménez de Cisneros qui est désigné.
Le pape Alexandre VI le crée  cardinal in pectore lors du consistoire du 20 mars 1500 mais n'est révélé que le 2 octobre 1500. Il est nommé patriarche latin d'Alexandrie.